# ساولو مينيرو
ساولو مينيرو هو لاعب كرة قدم برازيلي، ولد في 17 يونيو 1997 في أوبرلانديا في البرازيل.

## وصلات خارجية
- ساولو مينيرو على موقع رابطة كرة القدم اليابانية للمحترفين (اليابانية)
- ساولو مينيرو على موقع قاعدة بيانات كرة القدم.إي يو (الإنجليزية)
- ساولو مينيرو على موقع Soccerway.com (الإنجليزية)
- ساولو مينيرو على موقع عالم كرة القدم.نت (الإنجليزية)